# Gabriello Chiabrera
Gabriello Chiabrera, que certains auteurs nomment aussi « Gabriele Chiabrera », né le 18 juin 1552 à Savone et mort le 14 octobre 1638, est un poète italien de la fin de la Renaissance, parfois appelé le « Pindare italien. »

## Biographie

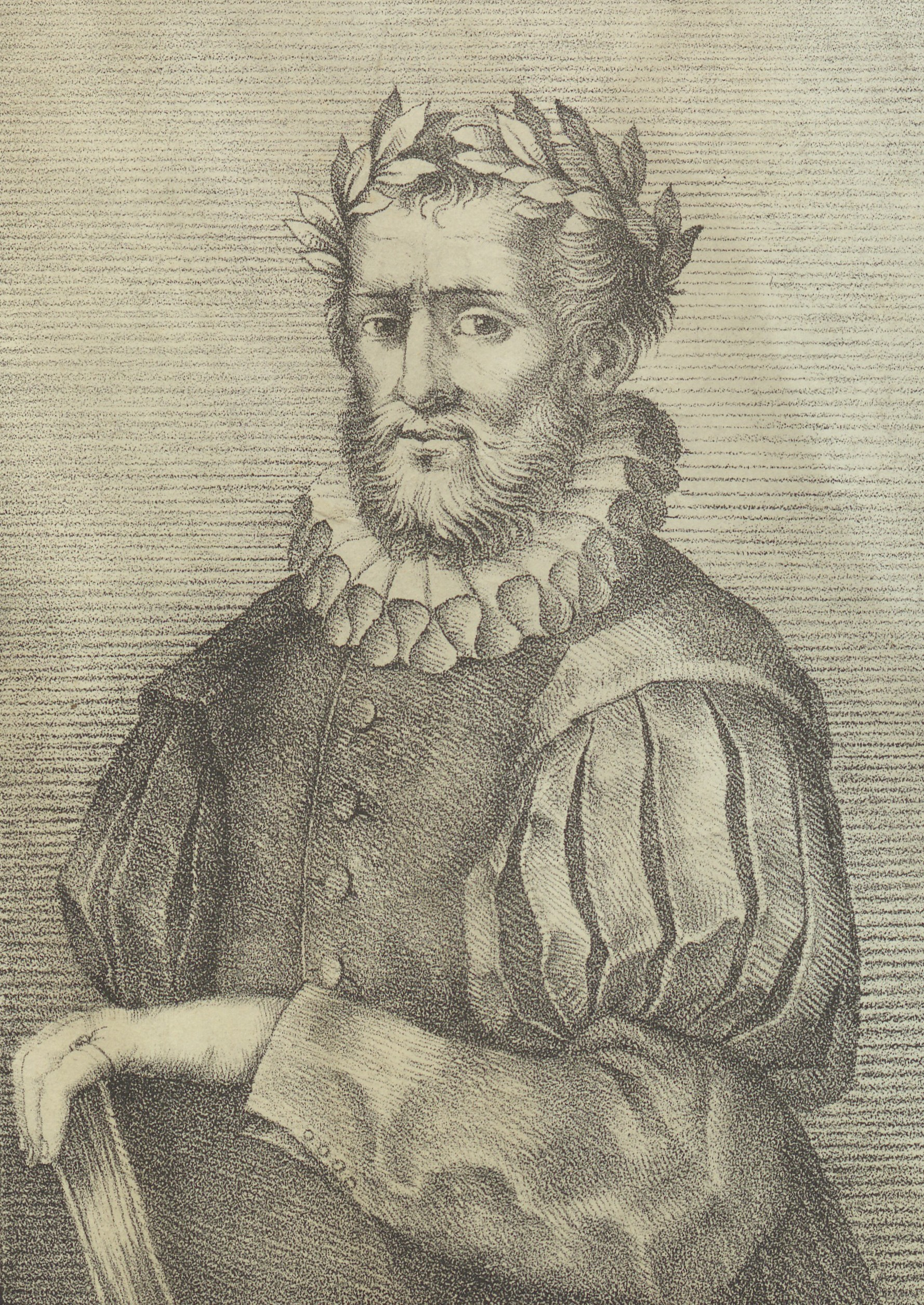
Gabriello Chiabrera, 1823

Gabriello Chiabrera est né à Savone, petite ville alors située sur le territoire de la république de Gênes, Gabriello Chiabrera est le fils de Gabriele Chiabrera et de Geronima Murassana, fille du juriste Piero Agostino Murassana et de Despina Nattona. Gabriele Chiabrera est un gentilhomme de petite noblesse dont la famille a longtemps latinisé son nom sous la forme « De Zabreriis ».
Son père est mort le 3 juin 1552, quinze jours avant sa naissance et sa mère se remarie avec Paolo Gavotti. Il est élevé par sa tante Marguerite Chiabrera, épouse d'Ottavio Pavese, puis par son tuteur, Giovanni Chiabrera, son oncle qui n'ont l'un et l'autre pas d'enfant. En 1561, il suit Giovanni Chiabrera à Rome lorsque celui-ci s'y installe pour exercer la profession de banquier. Gabriello Chiabrera a une sœur aînée Laura Chiabrera qui épouse Aurelio Bosco de Savone.
Il bénéficie d'abord des leçons d'un précepteur particulier car il est affecté d'une grave maladie. Puis son éducation est confiée aux maîtres du Collège romain.
En 1572, Giovanni Chiabrera meurt et Gabriello Chiabrera rentre à Savone quelques mois pour revoir sa famille. Il rentre ensuite à Rome afin de s'occuper des biens qu'il a hérité de son oncle. La vente d'un jardin au cardinal camerlingue Luigi Cornaro lui permet d'entrer au service de ce prélat. Paolo Manuzio dont Giovanni Chiabrera était le voisin, le présente à Marc-Antoine Muret qui l'initie à la poésie de Pierre de Ronsard, et à Sperone Speroni chez lequel il rencontre, en décembre 1575, Torquato Tasso.
Il contracta une amitié particulière avec Marc-Antoine Muret. « Chiabrera ne fut pas, comme tant d'autres, un simple auditeur de l'humaniste français, mais un de ces disciples qu'un maître retrouve après les cours et reçoit dans son intimité. A ce moment, Chiabrera ne s'était peut-être pas encore donné la joie d'approfondir les secrets de l'art poétique, comme il allait le faire, un peu plus tard, à Savone, grâce aux loisirs d'une vie solitaire. Mais déjà, n'en doutons pas, son goût pour les beaux vers, voire sa vocation se manifestaient. Ses entretiens avec Muret portaient donc souvent sur la poésie. »
En 1576, à l'issue d'un duel avec un gentilhomme romain, il doit rentrer à Savone. En 1632 il construit une petite maison de campagne à Legino (Savone) nommé dans certaines de ses lettres. Chiabrera meurt le 14 octobre 1638 à Savone.
Il s'intéressa surtout aux poètes grecs et latins, qu'il étudia avec ardeur. Chiabrera paraît s’être identifié avec Pindare. « Il croit, comme lui, tenir sa lyre ; il s’adresse à cette amie du chant, à cette amante de la danse ; tantôt il descend des sommets du Parnasse aux rives de l’Arno, pour chanter les souverains de Florence ; tantôt il apporte aux bords de la Dora une immortelle couronne d’or, qu’il a choisie sur l’Hélicon, et dont il veut orner le front du jeune duc de Savoie. Si, dans une guerre maritime contre les Turks, les galères de Toscane se distinguent, tantôt seules, tantôt dans la flotte combinée des princes chrétiens, c’est alors qu’à l’audace, à la gravité, à la nouveauté de ses chants, entremêlés de maximes morales, de traits mythologiques ou historiques, et de riches comparaisons, on croit véritablement reconnaître Pindare. Il reprend quatorze fois sa lyre, et ces quatorze odes forment un faisceau lyrique qui suffirait pour immortaliser un poète. Dans les sujets legers et gracieux, il se montre le rival d’Anacréon et d’Horace. Dans ce genre, comme dans le genre héroïque, sa marche est vive et libre; il ne paraît suivre de lois que celles de sa fantaisie, qui vole sur les objets et qui réveille à chaque instant, par des images et des idées imprévues et nouvelles, l’imagination du lecteur. » (Mercure de France, 25 juillet 1812).

## Œuvres

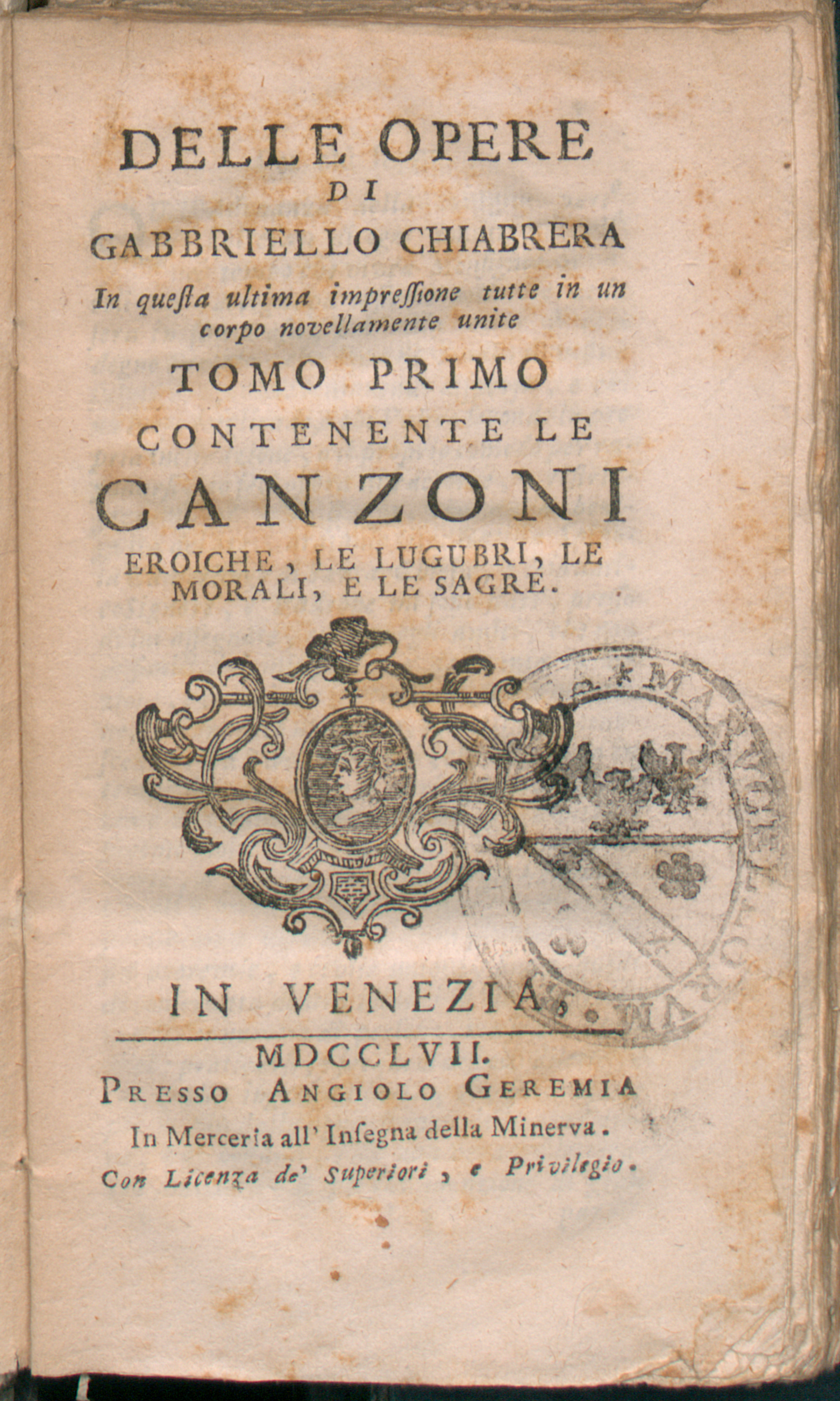
Opere, 1757

Gabriello Chiabrera compose des poèmes héroïques, des tragédies, des poésies didactiques, des fables de bergères et des mélodrames. Il a écrit une autobiographie titrée « Vita scritta da lui medesimo » qui a fait l'objet d'une publication posthume en 1718. Sa réputation est néanmoins d'abord liée à ses poèmes lyriques
- Poèmes héroïques [5]:
  - (it) Gabriello Chiabrera, Delle Guerre de' Goti canti quindici del s. Gabriele Chiabrera, Venise, Gioachimo Brognolo, 1582 (BNF 30237586).
  - (it) Gabriello Chiabrera, Amadeide, Gênes, Giuseppe Pavoni, 1620, 347 p. (BNF 30237577).
- Tragédies [5]:
  - Erminia, 1622.
- Mélodrammes [5]:
  - Il rapimento di Cefalo, 1600.
- Poésies lyriques [5]:
  - Canzoni, 1586.
  - Canzonette, 1591.
  - Le maniere de’ versi toscani, 1599.
  - Scherzi e canzonette morali, 1599.
  - Le vendemmie di Parnaso, 1605.
  - Trenta Sermoni, 1718 (ouvrage posthume).
- Poésies didactiques :
  - (it) Gabriello Chiabrera, Poemetti di Gabriello Chiabrera, Florence, Filippo Giunti, 1598 (OCLC 883671135, BNF 41633118).
- Auto-biographie [5]:
  - (it) Gabriello Chiabrera, Vita di Gabriello Chiabrera da lui stessa descritta., Biblioteca Nacional De España, 1601-1700, 27 p., manuscrit (lire en ligne).
  - (it) Gabriello Chiabrera, Fulvio Testi et Achille Mauri (éditeur scientifique), Opere di Gabriello Chiabrera e Fulvio Testi : Vita di Gabriello Chiabrera scritta da lui medesimo, Milan, Nicoló Bettoni et compagnia, 1834 (lire en ligne), p. 1 à 6..

Les poésies lyriques de Gabriello Chiabrera, publiées en 3 parties à Gênes (1586, 1587, et 1588), ont été souvent réimprimées. On a publié en 1796 à Gênes des poésies inédites de Chiabrera.

## Sources
- Jean Balsamo (auteur), Franco Tomasi (collaborateur) et Carlo Ossola (préfacier), Fondation Barbier-Mueller pour l'étude de la poésie italienne de la Renaissance, Université de Genève, De Dante à Chiabera, poètes italiens de la renaissance dans la bibliothèque de la Fondation Barbier-Mueller, t. 1, Genève, Droz, 2007, 479 p. (ISBN 978-2-600-01140-2, lire en ligne).
- (it) Giovanni Battista Spotorno (auteur) et Vincenzo Canepa (éditeur technique), Amedeide, Poemo eroico di Gabriello Chiabrera : Vita di Gabriello Chiabrera, Gênes, Tipografia de' Fratelli Pagano, 1836, 533 p. (lire en ligne).
- (it) Alberto Dendi, Elisabetta Severina et Alessandra Aretini, Moduli di letteratura italiana ed europea. : La seconda metà del Cinquecento e il Seicento-Il Settecento-La prima metà dell'Ottocento. Con laboratorio. Per il triennio (4 vol.), vol. 3, Milan, Carlo Signorelli, 2001, 325 p. (ISBN 978-88-434-0787-3, lire en ligne).
- (it) Nicola Merola, « CHIABRERA, Gabriello », Dizionario Biografico degli Italiani, Rome, Istituto Giovanni Treccani, vol. 24,‎ 1980 (lire en ligne).
- (it) Massimo Michele Ossi, Divining the Oracle : Monteverdi's Seconda Prattica., Chicago, University of Chicago Press, 2003, 280 p. (ISBN 0-226-63883-9, lire en ligne).